# Сарате, Гонсало
Гонса́ло Эуло́хио Са́рате (исп. Gonzalo Eulogio Zárate; 6 августа 1984, Росарио, провинция Санта-Фе, Аргентина) — аргентинский футболист, нападающий.

## Карьера
В начале своей карьеры он играл в местных чемпионатах Аргентины. Также играл в молодёжных составах «Лануса» и «Тиро Федераль».
Летом 2007 года перешёл в швейцарский клуб «Кринс», но пробыл там недолго. Уже в сентябре 2007 года он отправился в стан «кузнечиков», правда на правах аренды. Но как позже выяснится, в 2008 году он перейдет в данный клуб на полноценных условиях.
18 мая 2010 года было объявлена, что Гонсало подписал контракт с «Ред Буллом» из Зальцбурга.

## Достижения
Ред Булл (Зальцбург)
- Обладатель Кубка Австрии (1): 2011/12
- Чемпион Австрии (1): 2011/12